# Squadrismo
Squadrismo [skwaˈdrizmo] bestod av fascistgrupper under ledning av ras från 1918 till 1924. Som rörelse växte det fram ur den inspiration som många av Ras-ledarna hämtade från Benito Mussolini. Det till trots var inte rörelsen direkt kontrollerad av Mussolini.
Squadrismo var till största delen använt för att bekämpa den växande socialiströrelsen i Italien, som var starka motståndare till fascismen. Fascistgrupperna deltog i strejker, organiserade skattestrejker i städer som kontrollerades av socialister och förödmjukade röstare vid valen. År 1922 hade många framstående Ras-ledare, såsom Dino Grandi och Italo Balbo, tagit kontroll över städer i Po-dalen, såsom Ferrara och Bologna.
Efter 1921 års val försökte Mussolini vinna kontroll över några av dessa autonoma grupper genom en pacificeringspakt med det socialistiska partiet. Det finns olika tolkningar av anledningarna till pakten: såsom att det var ett återvändande till Mussolinis vänsterinriktade rötter. Det slutgiltiga målet bör dock ha varit att skrämma Ras till konformitet med fasciströrelsen, trots att Ras lekte med idén att avsätta Mussolini som fascistledare och ersätta honom med nationalisten Gabriele d'Annunzio som två år tidigare med framgång ockuperat Fiume tillsammans med 100 000 andra nationalister, i huvudsak före detta soldater.
Grupperna identifierades genom sina svarta skjortor, vilket gav dem namnet svartskjortor. Dessa blev senare inspiration till Hitlers S.A. i det tredje riket.